# LISREL
LISREL (linear structural relations) ist ein statistisches Softwarepaket, das in der Strukturgleichungsmodellierung für beobachtete und latente Variablen verwendet wird. Es erfordert ein "ziemlich hohes Maß an statistischer Raffinesse".

## Geschichte
LISREL wurde in den 70er Jahren des 20. Jahrhunderts von Karl Jöreskog, damals Wissenschaftler des Educational Testing Service in Princeton, New Jersey, und von Dag Sörbom entwickelt; beide Wissenschaftler wurden später als Professoren an die Universität Uppsala in Schweden berufen.

## Befehlssprache, grafische Benutzeroberfläche und Resultatdarstellung
LISREL beruht im Kern auf einer speziellen Befehlssprache. Die neueren Versionen sind aber mit einer graphischen Benutzeroberfläche ausgestattet.

## Entwickler und Vertrieb
LISREL wurde von der Firma SSI (Scientific Software International) weiterentwickelt und vertrieben. Vector Psychometric Group, LLC, ein in North Carolina ansässiges Software- und Beratungsunternehmen, hat SSI 2020 übernommen. Alle Statistikprogramme von SSI wurden auf ein neues abonnementbasiertes Softwarebereitstellungs- und Supportmodell namens SSI Live™ umgestellt.

## Aufbau des Basismodells
Das Basismodell besteht aus zwei Teilen, einem Messmodell und einem Strukturmodell. Die Modellvariablen unterscheiden sich nach abhängigen und unabhängigen Variablen sowie nach beobachteten und latenten Variablen. Dieser Klassifizierung entsprechend werden sie zu Vektoren zusammengefasst, die die Variablen als Elemente enthalten. Die folgende Kreuztabelle gibt Auskunft über den Typ der Vektoren und die dazugehörigen Fehlerterme:
| Art der Variable | beobachtet               | Fehler                           | latent                       | Fehler                        |
| ---------------- | ------------------------ | -------------------------------- | ---------------------------- | ----------------------------- |
| abhängig         | {\displaystyle y}: (p,1) | {\displaystyle \epsilon }: (p,1) | {\displaystyle \eta }: (m,1) | {\displaystyle \zeta }: (m,1) |
| unabhängig       | {\displaystyle x}: (q,1) | {\displaystyle \delta }: (q,1)   | {\displaystyle \xi }: (n,1)  |                               |

Das Messmodell umfasst die Matrizen {\displaystyle \Lambda _{y}}:(p,m) und {\displaystyle \Lambda _{x}}:(q,n). Das Strukturmodell umfasst die Matrizen: {\displaystyle B}:(m,m) und {\displaystyle \Gamma }:(m,n). (Lies: Die Matrix {\displaystyle \Lambda _{y}} hat p Zeilen und m Spalten. Entsprechend für die anderen Matrizen.)
Das Messmodell besteht aus zwei Gleichungssystemen, die die latenten Variablen mit den beobachteten Variablen verbinden:
{\displaystyle y=\Lambda _{y}\eta +\epsilon }
{\displaystyle x=\Lambda _{x}\xi +\delta }
Das Strukturmodell besteht aus dem folgenden Gleichungssystem:
{\displaystyle \eta =B\eta +\Gamma \xi +\zeta }
Unter der Voraussetzung, dass die Determinante der Matrix {\displaystyle A=(I-B)^{-1}} nicht verschwindet, kann das Gleichungssystem in reduzierter Form angegeben und gelöst werden:
{\displaystyle \eta =A(\Gamma \xi +\zeta )}
Zur platzsparenden Vereinfachung definiert man:
{\displaystyle \Pi =A\Gamma }.
Annahmen
Die Korrelation folgender Paare von Variablen ist gleich null: ({\displaystyle \epsilon ,\eta }); ({\displaystyle \delta ,\xi }) und ({\displaystyle \zeta ,\xi }). Unkorreliert sind auch die Fehlerterme untereinander: ({\displaystyle \epsilon ,\delta ,\zeta }).
Definition der Kovarianz-Matrizen:
{\displaystyle Cov(\xi \xi ^{T})=\Phi },
{\displaystyle Cov(\zeta \zeta ^{T})=\Psi },
{\displaystyle Cov(\epsilon \epsilon ^{T})=\Theta _{\epsilon }},
{\displaystyle Cov(\delta \delta ^{T})=\Theta _{\delta }},
{\displaystyle Cov[A\zeta (A\zeta )^{T}]=\Psi ^{*}},
wobei das hochgestellte T bedeutet, dass die Transponierte genommen werden muss.
Grundprinzip der Parameterschätzung
Zur weiteren Komprimierung der Darstellung bildet man zweckmäßiger Weise den Super-Vektor der beobachteten Variablen mit den beiden Vektoren {\displaystyle y} und {\displaystyle x}:
{\displaystyle {\begin{pmatrix}y\\x\end{pmatrix}}}.
Die Kovarianz-Matrix
{\displaystyle S=Cov\left[{\begin{pmatrix}y\\x\end{pmatrix}}{\begin{pmatrix}y^{T}&x^{T}\\\end{pmatrix}}\right]={\begin{pmatrix}Cov(yy^{T})&Cov(yx^{T})\\Cov(xy^{T})&Cov(xx^{T})\end{pmatrix}}};
stellt die unmittelbare empirische Grundlage für die statistische Schätzung der Modellparameter dar. Vom Programm nach Vorausschätzung gewählte oder vom Statistiker vorgegebene Anfangswerte der Modellparameter erzeugen die "fitted covariance matrix" {\displaystyle \Sigma ^{'}}, deren Abweichung von {\displaystyle S} je nach Schätzmethode mit einschlägigen statistischen Funktionen gemessen und sukzessiv minimiert wird:
{\displaystyle \Sigma ^{'}={\begin{pmatrix}\Lambda _{y}A(\Gamma \Phi \Gamma ^{T}+\Psi )A^{T}\Lambda _{y}^{T}+\Theta _{\epsilon }&\Lambda _{y}A\Gamma \Phi ^{T}\Lambda _{x}^{T}\\\Lambda _{x}\Phi \Gamma ^{T}A^{T}\Lambda _{y}^{T}&\Lambda _{x}\Phi \Lambda _{x}^{T}+\Theta _{\delta }\end{pmatrix}}}
Die Matrix {\displaystyle \Sigma ^{'}} erhält man durch Einsetzen des Messmodells und des Strukturmodells in {\displaystyle \Sigma } bei Berücksichtigung der Annahmen.

## Implementierte Schätzverfahren
Die unbekannten Parameter können wahlweise durch sieben verschiedene Schätzmethoden bestimmt werden:
* Instrumental Variables (IV)
* Two-Stage Least Squares (TSLS)
* Unweighted Least Squares (ULS)
* Generalized Least Squares (GLS)
* Maximum Likelihood (ML)
* Generally Weighted Least Squares (WLS)
* Diagonally Weighted Least Squares (DWLS)

## Verwandte Themen
- Confirmatory factor analysis
- Multivariate analysis
- Path analysis (statistics)
- Structural equation modeling